# 李宋
李宋（1946年9月1日—2019年4月5日），真名黎文宋，越南裔美國反共政治活動家，原越南共和國空軍飛行員。曾在越南、泰國、古巴和韓國組織劫機以散發傳單。曾襲擊越南歌手譚永興。

## 早年經歷
李宋1946年9月1日出生于越南顺化省香水郡安舊東村，家裏有9個兄弟。父親黎文晉是越南共產黨黨員，在順化被法軍俘虜後犧牲，後被越南追授爲烈士。李宋的哥哥黎文葵，即黃仁，於1949年加入越南共產黨，1984年擔任副教授，爲胡志明市人文與社會科學大學文學系主任。談到自己的家庭時，李宋說：“我父親反法，我哥哥反美，而我反共。這就是李宋的人生。”

### 引用
1. ↑  ONLINE, TUOI TRE. . TUOI TRE ONLINE. 2017-10-30  [2022-05-18]. （原始内容存档于2022-05-18） （越南语）.
2. ↑  .   [2022-05-18]. （原始内容存档于2012-09-17） （英语）.
3. ↑  . BBC News Tiếng Việt. 2010-07-20  [2022-05-18]. （原始内容存档于2022-05-26） （越南语）.